# كينيث إس. لين
كينيث إس. لين (بالإنجليزية: Kenneth S. Lynn)‏ هو كاتب سير ومؤرخ أمريكي، ولد في 1923، وتوفي في 24 يونيو 2001.